# Challenger de Morelos 2015
El torneo Morelos Open 2015 fue un torneo profesional de tenis. Perteneció al ATP Challenger Tour 2015. Se disputó su 1ª edición sobre superficie dura, en Cuernavaca, Morelos, México entre el 16 y el 22 de febrero de 2015.

## Jugadores participantes del cuadro de individuales
| Favorito | País                               | Jugador                  | Rank1 | Posición en el torneo |
| -------- | ---------------------------------- | ------------------------ | ----- | --------------------- |
| 1        | Bandera de la República Dominicana | Víctor Estrella          | 52    | CAMPEÓN               |
| 2        | Bandera de Colombia                | Alejandro Falla          | 120   | Cuartos de final      |
| 3        | Bandera de Bosnia y Herzegovina    | Damir Džumhur            | 123   | FINAL                 |
| 4        | Bandera de China Taipéi            | Jimmy Wang               | 126   | Primera ronda         |
| 5        | Bandera de España                  | Adrián Menéndez-Maceiras | 130   | Semifinales           |
| 6        | Bandera de Austria                 | Gerald Melzer            | 148   | Semifinales           |
| 7        | Bandera de Estados Unidos          | Austin Krajicek          | 156   | Primera ronda         |
| 8        | Bandera de Italia                  | Matteo Viola             | 188   | Segunda ronda         |

- 1 Se ha tomado en cuenta el ranking del 2 de febrero de 2015.

### Otros participantes
Los siguientes jugadores recibieron una invitación (wild card), por lo tanto ingresan directamente al cuadro principal (WC):
- Daniel Garza
- Tigre Hank
- Fabian Lara
- Luis Patino

Los siguientes jugadores ingresan al cuadro principal tras disputar el cuadro clasificatorio (Q):
- Bastian Trinker
- Connor Smith
- Henrique Cunha
- Dimitar Kutrovsky

## Campeones

### Individual Masculino
- Víctor Estrella derrotó en la final a  Damir Džumhur, 7–5, 6–4

### Dobles Masculino
- Ruben Gonzales /  Darren Walsh derrotaron en la final a  Emilio Gómez /  Roberto Maytín, 4–6, 6–3, [12–10]